# Boisleux-au-Mont
Boisleux-au-Mont – miejscowość i gmina we Francji, w regionie Hauts-de-France, w departamencie Pas-de-Calais.
Według danych na rok 1990 gminę zamieszkiwało 449 osób, a gęstość zaludnienia wynosiła 96 osób/km² (wśród 1549 gmin regionu Nord-Pas-de-Calais Boisleux-au-Mont plasuje się na 817. miejscu pod względem liczby ludności, natomiast pod względem powierzchni na miejscu 708.).